# Джонзґово (Познанський повіт)
Джонзґово (пол. Drzązgowo, нім. Zitterau) — село в Польщі, у гміні Костшин Познанського повіту Великопольського воєводства.
Населення — 294 особи (2011).

## Демографія
Демографічна структура станом на 31 березня 2011 року:
|          | Загалом | Допрацездатний вік | Працездатний вік | Постпрацездатний вік |
| -------- | ------- | ------------------ | ---------------- | -------------------- |
| Чоловіки | 159     | 43                 | 105              | 11                   |
| Жінки    | 135     | 41                 | 73               | 21                   |
| Разом    | 294     | 84                 | 178              | 32                   |